# الدوري الأوروبي لكرة السلة 2004-05
الدوري الأوروبي لكرة السلة 2004-05  هو الموسم 5 من  الدوري الأوروبي لكرة السلة. أشرف على تنظيمه اتحاد الدوريات الأوروبية لكرة السلة ‏، وكان عدد الأندية المشاركة فيه  24، وفاز فيه مكابي تل أبيب لكرة السلة.